# Operação Ivy Bells
Operação Ivy Bells  foi uma missão conjunta da NSA, da CIA e da Marinha estadunidense, cujo objetivo foi grampear cabos submarinos soviéticos durante a Guerra Fria.

## Uso
A cada mês, mergulhadores recolhiam as gravações e instalavam um novo conjunto de fitas. As gravações então eram entregues à NSA para serem processadas e disseminadas a outras agências de inteligência dos EUA. As primeiras fitas gravadas revelaram que os soviéticos estavam tão certos da segurança do cabo que a maioria das conversações eram feitas sem criptografia. A escuta do tráfego entre oficiais-sênior soviéticos proveu informação de valor inestimável sobre as operações navais de Petropavlovsk, a base primária de submarinos nucleares da Frota do Pacífico, lar de submarinos nucleares equipados com mísseis de balística, classes Yankee e Delta.:188
Eventualmente, mais grampos foram instalados em cabos soviéticos em outras partes do mundo, com instrumentos mais avançados construídos pelos Bell Laboratories da AT&T, que eram movidos a energia nuclear e poderiam armazenar um ano de dados.:189  Outros submarinos foram usados para este papel, incluindo: USS Parche (SSN-683); USS Richard B. Russell (SSN-687); e USS Seawolf (SSN-575). O Seawolf foi quase perdido durante uma destas miussões — ele ficou encalhado após uma tempestade e quase teve de usar suas cargas de auto-destruição, aniquilando a embarcação e matando a tripulação.